# Костин, Леонид Алексеевич
Леонид Алексеевич Костин (8 мая 1922, Орловская губерния — 23 октября 2016) — советский государственный деятель и учёный, специалист по экономике труда. Доктор экономических наук, профессор. Отец Андрея Костина.

## Биография
Родился 8 мая 1922 года в селе Подбелевец (ныне Мценского района Орловской области). В 1939 году окончил среднюю школу № 1 в Мценске и поступил на артиллерийский факультет (факультет «Е») МВТУ им. Баумана.
В 1941 году с конца июня по начало октября работал слесарем и бригадиром слесарей на Наро-Фоминской рембазе № 81 по ремонту лёгких танков. В октябре вместе с МВТУ эвакуировался в Ижевск. Здесь работал на заводе № 74 фрезеровщиком и затем помощником старшего мастера и продолжал учёбу. В апреле 1943 года вместе с МВТУ возвратился в Москву. Последние два года учёбы был сталинским стипендиатом. В апреле 1944 года избран освобождённым секретарём комитета ВЛКСМ МВТУ им. Баумана и утверждён комсоргом ЦК ВЛКСМ. В январе 1945 года избирался первым секретарем Первомайского РК ВЛКСМ г. Москвы.
В марте 1947 года освобождён от занимаемой должности для подготовки и защиты дипломного проекта. После его защиты в июне 1947 года утверждён МГК ВЛКСМ директором Московской комсомольской школы. В том же году окончил экономический факультет вечернего университета марксизма-ленинизма при МГК КПСС. В октябре сдал вступительные экзамены и был зачислен в очную аспирантуру по кафедре экономики труда Высшей школы профдвижения ВЦСПС. С работы на учёбу Костина, однако, не отпустили. Работал с декабря 1947 года заместителем заведующего и заведующим отделом студенческой молодёжи МГК ВЛКСМ до апреля 1949 года. Затем до конца 1950 года учился в аспирантуре и по окончании направлен на работу старшим преподавателем ВШПД.
В начале 1951 года защитил первую в СССР кандидатскую диссертацию по экономике труда на тему «Резервы роста производительности труда в электромашиностроении». Научный руководитель — доктор экономических наук К. И. Клименко (Институт экономики АН СССР).
Будучи преподавателем и доцентом кафедры, Костин участвовал в научно-исследовательской и учебной работе кафедры во главе с заслуженным деятелем науки и техники, доктором экономических наук, профессором А. С. Кудрявцевым по подготовке руководящих профсоюзных кадров с государственным дипломом экономиста по труду.
1 сентября 1953 года утверждён первым проректором (тогда заместителем директора) Московской ВШПД. Был одним из основных разработчиков учебных планов, программ, учебных и методических пособий для подготовки специалистов в данной области.
В августе 1954 года по просьбе Всекитайской федерации профсоюзов был направлен в КНР для чтения лекций слушателям и помощи преподавателям кафедры экономики труда, вновь созданной в Пекине Высшей школы кадров профсоюзов. Проработал там до июля 1955 года.
В 1956 году в издательстве «Чубаньше» вышла книга «Экономика труда» — на китайском языке — обработанные тексты прочитанных Костиным лекций объёмом 794 страницы и тиражом 35 тыс. экз., а в 1957 году вышло повторное издание с тем же тиражом (экземпляр книги есть в Государственной публичной библиотеке). По этой книге, согласно заявлениям китайских трудовиков, училось целое поколение экономистов в этой области.
В сентябре 1964 года по конкурсу был избран заведующим вновь созданной на экономическом факультете МГУ им. Ломоносова кафедры «Экономика труда». 20 июня 1966 года утверждён заведующим сектором труда и заработной платы отдела плановых и финансовых органов ЦК КПСС (позднее экономический отдел), затем заместителем заведующего этого отдела, а 10 декабря 1976 — первым заместителем председателя Госкомтруда СССР, где, наряду с общим руководством, курировал сводный и международный отделы, науку, управление трудовых ресурсов и журнал. Государственный комитет по труду и заработной плате был реорганизован в Государственный комитет по труду и социальным вопросам с органами в союзных республиках и на местах.
В годы работы в центральном партийном и государственном аппарате практическая деятельность Костина была тесно связана с научно-исследовательской. Участвовал в работе временных групп по подготовке материалов к XXIV—XXVII съездам КПСС, некоторым Пленумам ЦК, в том числе к 50-летию Октября, доклада председателя Совмина СССР Н. А. Тихонова на XXVI съезде КПСС. Активный участник работы по подготовке и проведению постепенного перехода на пятидневную рабочую неделю с двумя выходными днями. В конце 1960-х годов был членом комиссии по подготовке первого съезда Всесоюзного экономического общества — преемника Вольного экономического общества. Костин являлся свидетелем противоречий между руководством ЦК КПСС и советом Министров СССР в связи с ростом авторитета А. Н. Косыгина.
Имея доступ к «секретным», «совершенно секретным» материалам, к зарубежным источникам, анализируя действительность, Костин сформировал по ряду вопросов мнения и убеждения, отличающиеся в той или иной мере от тогда общепринятых. Это определило необходимость защиты докторской диссертации с грифом «секретно». Диссертация на тему «Проблемы повышения эффективности труда при социализме» на соискание степени доктора экономических наук была защищена в совете МГУ им. Ломоносова в июне 1972 года и утверждена ВАК 19 апреля 1973 г.
19 апреля 1974 года Политбюро ЦК КПСС утвердило Костина представителем Правительства СССР в Административном совете и Азиатском консультативном комитете Международной организации труда. С этого времени и по 1988 год он занимался вопросами этой организации, подбором и работой советских специалистов в ней, возглавлял ежегодные делегации СССР на Международных конференциях труда.
В 1988 году ушёл на пенсию и работал с 1 сентября профессором в Академии общественных наук (теперь Академия государственной службы при Президенте РФ), а с 1991 по 2006 год — профессором кафедры экономики труда в Академии труда и социальных отношений.
Подробные биографические данные изложены в научно-биографической энциклопедии «Крупные отечественные учёные и специалисты в области труда и социальной политики» (М.: Издательство РАГС, 2009. — С. 92—96).
Скончался 23 октября 2016 года на 95-м году жизни.
Похоронен в Москве на Троекуровском кладбище.

## Государственные награды
- Орден Трудового Красного Знамени (28.10.1948, 1957)
- Орден «Знак Почёта» (1976)
- Орден Октябрьской революции (1982)
- Заслуженный деятель науки Российской Федерации (1999)
- 15 медалей СССР, России и зарубежных стран.[источник не указан 210 дней]

Действительный член Российской академии социальных наук (1999), Почётный академик Международной академии экономики и финансов (2004).

## Семейное положение
- Жена: Костина (в девичестве Семёнова) Тамара Михайловна, (р.1926). Работала старшим преподавателем высшей математики в Академии труда. Пенсионерка.
- Дети:
  - Сергей, р. 1947;
  - Андрей, р. 1956.
- Внуки:
  - Андрей, 1978—2011, погиб;
  - Сергей, р. 1981;
  - Леонид, р. 1988;
  - Егор, р. 2006.
- Правнуки:
  - Александр, р. 2005;
  - Андрей, р. 2011.

## Главные работы
- «Экономика труда» (Пекин) «Гуньжень Чубаньше» 1956 г., второе издание — 1957 г.)
- «Профсоюзы и производительность труда» (М.: Профиздат, 1964 г.)
- «Планирование труда в промышленности» (М.: Экономика, 1967 г.)
- «Труд и заработная плата на предприятии» (в соавторстве с Гурьяновым С. Х.) (М.: Экономика, 1967 г.), второе издание — в 1973 г.
- «Жизнь в двух измерениях» (М.: АТиСО, 2000 г.)
- «Жизнь продолжается. XXI век» (М.: АТиСО, 2007 г.)
- Соавтор трёх учебных пособий, учебника и практических пособий, подготовленных кафедрой и изданных в Профиздате в 1957—1965 гг. «Повышение эффективности труда в новых условиях хозяйствования» (М.: Мысль, 1971); «Производительность труда и технический прогресс» (М: Экономика, 1974); «Высшая цель социализма» (М.: Мысль, 1976); «Производство товаров народного потребления» (М.: Экономика, 1980); «Кардинальное повышение производительность труда» (М.: Экономика, 1980) в соавторстве с Костиным СЛ.; «Трудовые ресурсы и трудовой потенциал» (М.: АТиСО, 1997) в соавторстве с Зущиной Г. М.; «Российский рынок труда». Вопросы теории и практики" (М.: Профсоюзы и экономика, 1990); «Международная организация труда» (М.: Экзамен, 2002); «Проблемы экономики труда. Избранное», том I и том И, 62,9 п. л. (М.: АТиСО, 2005). Всего опубликовано более 300 работ. В каталоге книг Государственной библиотеки значится 45.

## Научные достижения
Костин является одним из основателей экономики труда как науки. Его работы характеризуются тесной связью с практикой. Много книг, брошюр и статей посвящены производительности и эффективности труда. Включившись в полемику о соотношении производительности и производительной силы труда, автор обосновывал свою позицию о том, что производительность труда определяется его производительной силой и интенсивностью. Главное внимание в этой проблеме и в теории и на практике им уделял резервам (неиспользованным возможностям) её роста. Всесторонний анализ их, классификация, измерение и предложения по использованию имели большое теоретическое и практическое значение. Костиным обоснована необходимость активного участия советских профсоюзов в повышении производительности труда как важного условия роста народного благосостояния путём организации социалистического соревнования и сочетания материальных стимулов с моральными стимулами и поощрениями. В последние годы жизни Костин обосновал необходимость для профсоюзов России осуществление не только социальной, но и производственной функции.
Костин участвовал в подготовке и реализации принятого в декабре 1966 г. совместного постановления ЦК КПСС и Совета Министров СССР «О мерах по обеспечению дальнейшего роста производительности труда в промышленности и строительстве». В нём, наряду с другими важными вопросами, предпринимались меры по развитию науки о труде: при Госкомтруде СССР, наряду с НИИ труда, был создан Всесоюзный научно-методический центр по организации труда и управления производством, а при Госстрое — Всесоюзный научно-исследовательский и проектный институт труда в строительстве. В совместное руководство Академии наук и Госкомтруда передавался академический Ленинградский социально-экономический институт и вновь создаваемый в Москве Институт социально-экономических проблем народонаселения. В союзных республиках создавались комитеты по трудовым ресурсам с органами на местах. Осуществление этого постановления позволила поднять среднегодовые темпы роста производительности труда в промышленности страны с 4,6 в 1961—1965 гг. до 5,8 % в 1966—1970 гг. и до 6 % в 1971—1975 гг.
В ходе проводимой в СССР экономической реформы, возглавляемой А. Н. Косыгиным, Костин, являясь членом правительственной комиссии по её подготовке и проведении, в публикуемых работах анализировал ход реформы, возникающие тогда спорные вопросы и своё к ним отношение. Это нашло, в частности, выражение в статье «Экономическая реформа и вопросы материального стимулирования» опубликованной в «Известиях АН», № 3, 1970.
Большое внимание в работах Костина уделено трудовым ресурсам и трудовому потенциалу. Развивая положения академика С. Г. Струмилина, Костин организовал широкое обсуждение учёными и практиками этой проблемы. В 1978 г. Госкомтруд СССР провел в Москве большую научно-практическую конференцию, в которой участвовало около тысячи человек, представители всех союзных республик. С основным докладом выступил профессор Костин, с содокладами — зам. председателя Госплана СССР, д. э. н., проф. А. В. Бачурин, директор Института экономики, член-корреспондент АН Е. И. Капустин, первый заместитель министра здравоохранения С. П. Буренков, секретарь ВЦСПС И. М. Владыченко, секретарь ЦК ВЛКСМ Д. Н. Филиппов и председатель Госкомтруда РСФСР А. Г. Созыкин. Работало девять проблемных секций, все возглавлялись докторами экономических наук и профессорами, в их числе Е. Г. Антосенков, В. С. Немченко, Е. Л. Маневич, Е. И. Рузавина, Д. Н. Карпухин и др. Конференция выработала и приняла рекомендации, которые в последующие годы были в основном реализованы. По итогам конференции издана большая книга под редакцией Костина. В 1987 г. Госкомтруд и АН СССР провели в Суздале научно-практическую конференцию на тему «Трудовой потенциал советского общества», в которой приняло участие около 300 научных и практических работников. С основными докладами выступили академик Л. И. Абалкин и Л. А. Костин. Работало 6 секций. Материалы конференции опубликованы. По данной проблеме Костин определил и разрабатывал четыре составляющих трудового потенциала: физическая, интеллектуальная, социальная и технико-технологическая.
С переходом к рыночной экономике особую остроту приобрели проблемы занятости и рост безработицы. Анализу этих процессов и своему пониманию их посвящена работа профессора Костина «Российский рынок труда. Вопросы теории, истории и практики» и ряд статей.
В 1990-е годы профессор Костин продолжал настаивать на классовом характере отношений труда и капитала, выступил против моды отрицания всего советского, утверждая, что достижения СССР в социально-трудовой области были значительными и впечатляющими (рабочее время, здравоохранение, образование и др.), что они сыграли важную роль в развитии социальной защиты трудящихся за рубежом, особенно в странах Западной Европы. Полемизировал он и с теми, кто, с переходом к найму рабочей силы через рынок труда, стал отрицать её «эксплуатацию», утверждая, что на рынке продавец и покупатель рабочей силы будто бы равны. Анализ рынка, его теории и истории позволили Костину сделать ряд практических выводов о регулировании рынка труда в постсоветских условиях. Значительное место в поздних работах Костина занимали проблемы жизненного уровня населения, производства товаров народного потребления.
Жизненный уровень с 1913 г. и по настоящее время профессор Костин определял, прежде всего, по потреблению продуктов питания и непродовольственных товаров на душу населения, а также ростом доходов, политикой цен и налогов. Большое внимание Костин придавал развитию группы «Б» промышленности, удельный вес которой в СССР был в последние десятилетия существования Союза самым низким в мире. Костин утверждал, что марксистское положение о преимущественном развитии группы «А» (производство средств производства) надо понимать диалектически, оно не может происходить бесконечно. Принятые в 1970-е и 1980-е годы некоторые постановления советского правительства, говорящие об ускорении развития производства предметов потребления, практически остались невыполненными. Своим долгом перед коллегами, перед научной общественностью профессор Костин считал создание обстоятельной работы о Международной организации труда. В учебниках и учебных пособиях МГУ, РАГСа им были опубликованы главы о МОТ, вопрос рассматривался в двух брошюрах, а в 2002 году вышла большая работа о МОТ.
В работах о МОТ рассматривался, в частности, вопрос о её сотрудничестве с профсоюзами России. С этой организацией, которая в 1999 г. провозгласила, что её целью теперь будет достойный труд, связано новое направление в научно-исследовательской работе профессора Костина. В начале XXI века он первым в стране начал исследование проблемы «Достойный труд», состоялся ряд его публичных выступлений на эту тему, начиная с экономического форума «Долговременные проблемы развития экономики России» в Государственном Кремлёвском дворце в ноябре 2003 года. Затем были выступления на юбилейном круглом столе на экономическом факультете МГУ, в АТиСО. Наиболее полно эти вопросы рассмотрены на международной научно-практической конференции «За достойный труд в XXI веке» в июне 2006 года, на которой Костин выступил с основным докладом, опубликованным затем в печати.
Л. А. Костиным подготовлено 48 кандидатов и докторов экономических наук.